# Асофейфа, Вильмер
Вильмер Хесус Асофейфа Вальверде (исп. Wilmer Jesús Azofeifa Valverde; 4 июня 1994, Покоси, Коста-Рика) — коста-риканский футболист, полузащитник норвежского клуба «Сарпсборг 08» и сборной Коста-Рики.

## Карьера
Большую часть своей карьеры на родине Асофейфа провел в клубе «Сантос де Гуапилес», за который он отыграл три года. Некоторое время хавбек провел в Мексике, где он на правах аренды находился во второй команде «Пачуки». Зимой 2019 года костариканец вместе со своим одноклубником и соотечественником Пабло Арбойном переехал в Европу и подписал контракт с «Сарпсборгом».

## Сборная
За сборную Коста-Рики Асофейфа дебютировал в марте 2018 года, когда главный тренер «тикос» Оскар Рамирес в рамках подготовки к Чемпионату мира в России вызвал его на товарищеские матчи с Тунисом и Шотландией. Несмотря на то, что полузащитнику не удалось попасть в окончательный список сборной на мундиаль, после него он продолжил призываться в ее ряды.